# Olijfgele sijs
De olijfgele sijs (Spinus olivaceus synoniem: Carduelis olivacea) is een zangvogel uit de familie van vinkachtigen (Fringillidae).

## Verspreiding en leefgebied
Deze soort komt voor in Bolivia, Ecuador en Peru.